# Tamias umbrinus
Tamias umbrinus е вид гризач от семейство Катерицови (Sciuridae). Видът не е застрашен от изчезване.

## Разпространение и местообитание
Разпространен е в САЩ (Айдахо, Аризона, Калифорния, Колорадо, Монтана, Невада, Уайоминг и Юта).
Обитава скалисти райони, гористи местности, пустинни области, планини, възвишения, склонове и храсталаци в райони с умерен климат, при средна месечна температура около 4,8 градуса.

## Описание
На дължина достигат до 12,4 cm, а теглото им е около 51,8 g.
Популацията на вида е стабилна.